# 中原淳一
中原 淳一（なかはら じゅんいち、1913年〈大正2年〉2月16日 - 1983年〈昭和58年〉4月19日）は、日本の画家、ファッションデザイナー、編集者、イラストレーター、人形作家。
妻は宝塚歌劇団元男役トップスターの葦原邦子。長女芙蓉、長男洲一、次男蒼二、次女すみれの二男二女があり、長男は画家。姪はシャンソン歌手の中原美紗緒。俳優・声優の加古臨王は孫。

## 経歴

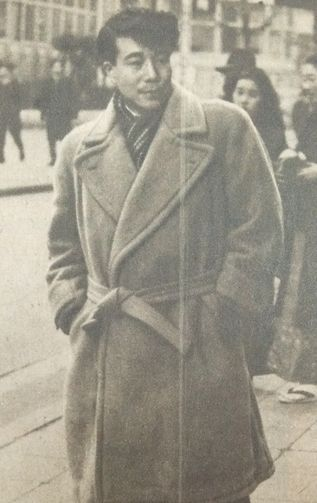
1949年

先祖は物部姓中原氏といわれる。
幼少の時より絵や造形に才能を示し、18歳の時、趣味で作ったフランス人形が認められて東京の百貨店で個展を開催。それがきっかけで雑誌『少女の友』の挿絵、口絵、表紙絵、付録等を手掛けるようになり、一世を風靡する人気画家となる。
竹久夢二に強い影響を受け、若い頃は神田神保町で夢二の本を買い集めたという。
太平洋戦争後は、女性に夢と希望を与え、賢く美しい女性になってほしいとの理想に燃え、自分の雑誌『それいゆ』（1946年）や『ひまわり』（1947年）や『ジュニアそれいゆ』（1954年）、『女の部屋』（1970年）を相次いで創刊。編集長として女性誌の基礎を作っただけでなく画家、ファッションデザイナー、スタイリスト、インテリアデザイナー、人形作家など多彩な才能を発揮。その全ての分野において現代につながる先駆的な存在となった。
しかしながら1958年（昭和33年）半ばより、中原自身が病に蝕まれるようになり、1983年に70歳にて逝去するまで療養と闘病を繰り返しながらの芸術家活動だった。
2000年（平成12年）に山梨県河口湖に中原淳一美術館が開館（2005年に閉館）。
2004年（平成16年）7月には、次男蒼二が運営する株式会社ひまわりやが東京・広尾に中原淳一グッズ専門店「それいゆ」をオープン。現在、中原淳一の著作権は株式会社ひまわりやが管理し、定期的に原画展やポップアップショップ等を展開している。

## 年譜
1913年（大正2年）
2月16日、香川県大川郡白鳥本町（現・東かがわ市）に生まれる。
1915年（大正4年）
父親の転職により一家で徳島県徳島市船場町に転居。
1920年（大正9年）
父親の死去により、母、兄と共に徳島市弓町に転居。2人の姉は横浜共立女学校の寄宿舎に入る。
1924年（大正13年）
母とともに広島県広島市に転居、広島女学院付属小学校に転入。代用教員時代の杉村春子と知り合い、生涯にわたり交遊を持った。
1925年（大正14年）
同小学校を卒業し母とともに上京。おかっぱ頭の内気な少年で、早くに父を失い、母と2人の姉に囲まれ育った。姉たちと一緒に西洋人形を作ることが大好きだった。
1928年（昭和3年）
日本美術学校入学。本格的に西洋絵画を学ぶ。
1932年（昭和7年）
3月、東京の銀座松屋にてフランス風人形の個展を開催。これを機に雑誌『少女の友』の専属画家として同年6月号でデビュー。表紙、挿絵を手がけるようになる。
後に日中戦争が激化すると、優美でハイカラ、かつ目が大きく西洋的な淳一のイラストは軍部から睨まれた。その圧力により、淳一は1940年（昭和15年）5月号を最後に「少女の友」の専属画家を降板。
1937年（昭和12年）
『少女の友』誌にて連載の川端康成『乙女の港』の挿絵を担当、大ブームとなる。
1940年（昭和15年）
1月、東京市千代田区麹町に自身のグッズを扱う雑貨店「ヒマワリ」を開店。
6月、『きものノ絵本』を通信販売で発行。
11月、宝塚歌劇団元男役トップスターの葦原邦子と結婚。のち二男二女に恵まれる。
1945年（昭和20年）
3月に召集される。杉浦幸雄と知り合う。8月に復員。
1946年（昭和21年）
5月、神保町にて雑貨店「ヒマワリ」を再開。
8月、雑誌『ソレイユ』（フランス語で太陽、ひまわり。後の『それいゆ』）を創刊する。国土が荒廃し物資が不足していた時代に、生活を豊かにする方法を多くの女性に授けることで爆発的な売れ行きを示した。「ヒマワリ社」（後の「ひまわり社」）を設立。
1947年（昭和22年）
1月、雑誌『ひまわり』を創刊。
1952年（昭和27年）
『ひまわり』12月号にて終刊。この頃、内藤ルネがひまわり社に入る。
1953年（昭和28年）
3月、『それいゆ』臨時増刊として「ジュニア号」を発行。8月、『ジュニアそれいゆ 夏の号』（創刊準備号）が刊行される。
1954年（昭和29年）
7月、雑誌『ジュニアそれいゆ』を創刊。
1958年（昭和33年）
7月、代々木八幡に自宅を新築し転居。テレビ番組の収録中に心筋梗塞で倒れる。12月、退院。
1959年（昭和34年）
7月に脳溢血のため入院。『ジュニアそれいゆ』9月号より内藤ルネが表紙絵を担当する。10月、退院。
1960年（昭和35年）
2月、心臓発作のため入院。『それいゆ』は8月発行の秋の号、『ジュニアそれいゆ』は10月号で廃刊となる。
1961年（昭和36年）
千葉県館山市にて療養生活となる。
1964年（昭和39年）
渡仏し、半年後に帰国。徐々に仕事を再開する。
1970年（昭和45年）
3月、雑誌『女の部屋』創刊するも、体調悪化のため5号で廃刊となる。
1972年（昭和47年）
6月、脳血栓で倒れ、館山市の高英男の別荘にて療養生活。
1979年（昭和54年）
脳血栓と心臓発作のため入退院を繰り返す。
1983年（昭和58年）
2月下旬、意識不明となり入院。4月19日、死去。

## 人物・逸話
- 活動の範囲は多岐にわたり、ファッションデザイナー、スタイリスト、ヘアメイク、作詞家など様々な顔を持ち、若い女性の憧れや装いを提唱し続けた優れたリーダーでもあった。それらは敗戦のショックに打ちのめされていた当時の少女たちに夢を与え、大いなる慰めとなった。人気が高くなると共に、雑誌掲載の小物などを求めるニーズに応え「ひまわりや」を開店し、自身の手による商品も販売した。社団法人日本デザイナークラブのファッションショーに出品している。

- 雑誌モデルの髪型や化粧は淳一本人がしていた。また、淳一自身も「汚いより綺麗な方がいい」と薄化粧していたという[6]。

- 妻は宝塚歌劇団元男役トップスターの葦原邦子。雑誌『宝塚をとめ』の表紙を淳一が手掛けたことが縁で知り合う。当時、彼女は戦前の宝塚レビュー黄金時代を代表する男役スターであった。この時期の画風は妻の容貌に似た挿絵も多く、淳一の葦原への思い入れがうかがえる。

- 『少女の友』に掲載された「夏の便り」は、木陰に腰を下ろす着物姿の少女。その顔は長い睫毛に大きな瞳。まるで西洋人形のような顔立ち。当時、少女雑誌の挿絵は浮世絵の流れを汲んだ日本画的な絵が主流だった。中原の絵は異彩を放っていた。幼い頃からひそかに育んでいた美意識がそこに投影されていた。作家の田辺聖子は当時、淳一の絵の大ファンであった。中原の作品から多大な影響を受けたという漫画家の池田理代子は瞳の魅力を「目線の特徴は焦点があっていない。微妙にずれていることによって、どこを見ているのかわからないような神秘的な魅力。瞳の下に更に白目が残っていて、これはやはり遠くを見ている目で今みたいなことを考えている。瞳が人間の心を捉えるという法則をよくご存知だったのではないか」と語る。中原の絵は少女たちの心を奪った。遠い世界に憧れ、夢見るようなその瞳。それは同時代に生きる少女の心を映し出していた。中原の許には少女たちから多くの反響が寄せられ、それは彼にとって大きな自信となった。

- 『それいゆ』は、戦後の荒廃から脱し、女性の「美しい暮らし」を演出するための雑誌を目指した。キャッチフレーズは「女性のくらしを新しく美しくする」[7]。

- 『ひまわり』は、『それいゆ』の目指す女性になるための少女時代にふさわしい雑誌としてつくられた[8]。

- 『ジュニアそれいゆ』のキャッチフレーズは「十代のひとの美しい心と暮らしを育てる」[9]。

- 戦時中から戦後すぐにかけて「ニセジュン」と呼ばれる作風を真似たイラストを用いた商品が出回った。ヒマワリ社はこれに対して注意を喚起するおしらせを掲載する事態となった[10]。

## 著書・画集
- 『あなたがもっと美しくなるために』 ひまわり社、1958
- 『お母様の見る子供服の絵本』 大光社、1967
- 『七人のお姫さま おもいでの童話の絵本』 大光社、1967
- 『中原淳一画集』 講談社、1975
- 『中原淳一画集 第2集』 講談社、1977.1
- 『こども服の絵本』 講談社、1979.7
- 『日本の童画 6 高畠華宵/蕗谷虹児/中原淳一』 第一法規出版、1981.5
- 『おもいでの中原淳一画集』 葦原邦子編 講談社、1984.4
- 『中原淳一 抒情画の世界』 サンリオ、1984.5
- 『中原淳一作品集』 サンリオ、1984.12
- 『子供ノきもの』 国書刊行会、1985.10 淳一文庫
- 『ジュニアのためのスタイルブック 1』 国書刊行会、1985.6 淳一文庫
- 『淳一絵はがき vol.1』 国書刊行会、1985.6 淳一文庫
- 『それいゆ表紙集』 国書刊行会、1985.8 淳一文庫
- 『啄木かるた』 国書刊行会、1985.11. 淳一文庫
- 『愉しく新しく あなたの暮らしを新鮮でより豊かにする工夫』 国書刊行会、1985.7 淳一文庫
- 『バースデイ・ブック』 国書刊行会、1985.7 淳一文庫
- 『ABCの絵本』 国書刊行会、1986.3 淳一文庫
- 『中原淳一人形集 すぐ出来るぬいぐるみ』 国書刊行会、1986.5 淳一文庫
- 『花詩集』 国書刊行会、1986.1 淳一文庫
- 『青き夢 淳一「少女の友」画集』 国書刊行会、1987.7 淳一文庫
- 『髪の絵本』 国書刊行会、1987.9 淳一文庫
- 『女性の美と夢に生きた 中原淳一の世界』 サンリオ、1988.12
- 『中原淳一シャンソン詩画集』 国書刊行会、1988.9 淳一文庫
- 『中原淳一のひまわり工房』 中原すみれ編、平凡社、1999.4
- 『夢の中の天使 中原淳一画集』 サンリオ、1999.4
- 『別冊太陽 美しく生きる 中原淳一その美学と仕事』 平凡社、1999.4
- 『しあわせの花束 中原淳一エッセイ画集』 平凡社コロナ・ブックス、2000.3、増補新版2025
- 『ひまわりみだしなみ手帖 中原淳一エッセイ画集2』 平凡社コロナ・ブックス、2000.10
- 『少女たちの四季 ミニ画集&ポストカードブック』 サンリオ、2001.4
- 『中原淳一ジュニアのスタイルブック postcard book』 平凡社、2001.7
- 『中原淳一スタイルブック postcard book』 平凡社、2001.7
- 『別冊太陽 中原淳一の人形 人形への熱き想いと作り方のすべて』 中原蒼二編、平凡社、2001.7
- 『Junichiシルエット絵本』 中原蒼二監修、国書刊行会、2003.5／立東舎文庫、2016.6
- 『おしゃれの絵本 中原淳一ファッションブック』 ピーコ選・文、平凡社、2003.2
- 『スーヴェニール 中原淳一画集』 サンリオ、2003.2
- 『中原淳一の幸せな食卓』 集英社be文庫、2003.9
- 『美しく生きる言葉』 中原蒼二構成・監修・デザイン、イースト・プレス、2004.5
- 『中原淳一絵葉書絵本 戦前から戦後まで-淳一少女絵葉書のすべて』 中原蒼二編、グラフィック社、2004.11
- 『中原淳一きもの読本』 平凡社、2005.3、増補新版2019
- 『美しくなるための心がけ50』 中原蒼二監修・デザイン イースト・プレス、2006.4
- 『結婚・二人のしあわせ　中原淳一エッセイ画集3』 中原蒼二監修、平凡社コロナ・ブックス、2006.6
- 『Junichi新絵物語集』 中原蒼二監修、国書刊行会、2007.8
- 『美しさをつくる 中原淳一対談集』 中原蒼二監修、国書刊行会、2009
- 『女性を美しくする言葉』 中原蒼二構成・監修・デザイン イースト・プレス、2009.3
- 『中原淳一あこがれの美意識』ひまわりや監修、ピエ・ブックス、2010.7
- 『中原淳一の「女学生服装帖」』 実業之日本社、2010.9. 少女の友コレクション
- 『中原淳一 少女雑誌『ひまわり』の時代』 河出書房新社、2011.9
- 『中原淳一 子供服の絵本』 中原利加子編 ひまわりや監修、平凡社、2011.10
- 『中原淳一 ART BOX 美コレクション』 ひまわりや監修、講談社、2012.11
- 『中原淳一と「少女の友」 中原淳一・若き日の名作選』 実業之日本社、2013.1
- 『中原淳一の世界 幸せになる言葉』 ひまわりや監修 世界文化社、2013.2
- 『中原淳一の花のある美しい暮らし』 ひまわりや監修、六耀社、2013.05
- 『中原淳一 ART BOX 装いコレクション』 ひまわりや監修、講談社、2013.07
- 『新装版 宝塚物語』 葦原邦子共著、ひまわりや監修、六耀社、2014.03
- 『別冊太陽 中原淳一のそれいゆ』 平凡社、2016.4
- 『別冊太陽 中原淳一のジュニアそれいゆ』 平凡社、2018.10

## 関連書籍
- 葦原邦子『夫 中原淳一』中央公論社、1984年／平凡社ライブラリー、2000年
- 「中原淳一と『少女の友』 - 夢見る瞳、いつまでも」『月刊美術』実業之日本社、2009年9月号
- 髙橋洋一 『中原淳一　美と抒情』 講談社、2012年、ISBN 9784062179690
- 『ユリイカ 特集 中原淳一と少女イラストレーション』青土社、2013年11月号、ISBN 9784791702640

## 挿画
- 花物語　吉屋信子
- 乙女の港　川端康成＆中里恒子
- 歌劇学校　川端康成
- 宝塚物語　葦原邦子　※他の画家との共著